# Wereldkampioenschappen indooratletiek 1987
De wereldkampioenschappen indooratletiek 1987 werden gehouden van vrijdag 6 maart 1987 tot en met zondag 8 maart 1987 in het Hoosier Dome van de Amerikaanse stad Indianapolis. Het kampioenschap heette voorheen World Indoor Games, welke eenmaal plaatsvonden onder deze naam. In totaal namen 419 atleten uit 85 verschillende landen deel. Hiervan bereikte 39 landen de finale en 23 verschillende landen wonnen een medaille.

## Wereldrecords
| Onderdeel           | Nationaliteit | Naam                 | Datum        | Prestatie | Ronde  |
| ------------------- | ------------- | -------------------- | ------------ | --------- | ------ |
| 60 m                | USA           | Lee McRae            | 7 maart 1987 | 6,50 s    | finale |
| 200 m               | GDR           | Heike Drechsler      | 7 maart 1987 | 22,27 s   | finale |
| 5000 m snelwandelen | URS           | Michail Sjtsjennikov | 7 maart 1987 | 18.27,79  | finale |
| hoogspringen        | BUL           | Stefka Kostadinova   | 8 maart 1987 | 2,05 m    | finale |
| 3000 m snelwandelen | URS           | Olga Krisjtop        | 6 maart 1987 | 12.05,49  | finale |

De Amerikaanse atleet Ben Johnson liep in de finale van de 60 m in 6,41 s, maar deze prestatie werd naderhand vanwege doping geschrapt.

## Deelnemers

### Nederland
- Nelli Cooman
  - 60 m -  in de finale met 7,08 s (7,06 s in serie)
- Rob Druppers
  - 800 m - 8e in de finale met 1.48,89
- Edine van Heezik
  - verspringen - 7e in de finale met 6,33 m
- Elly van Hulst
  - 3000 m - 8e in de finale met 8.57,46
- Han Kulker
  - 1500 m -  in de finale met 3.39,51
- Frans Maas
  - verspringen - 8e in de finale met 7,84 m
- Marjan Olyslager
  - 60 m horden - 5e in de finale met 8,12 s
- Els Vader
  - 60 m - 6e in de finale met 7,23 s
  - 200 m - 4e in de halve finale met 23,78 s
- Arjen Visserman
  - 400 m - 6e in de finale met 47,11 s (46,89 s in ½ fin.)

### België
- Ingrid Delagrange
  - 3000 m - 9e in de finale met 9.19,45
- Ronald Desruelles
  - 60 m - 5e in de finale met 6,67 s
- Didier Falise
  - hink-stap-springen - 8e in de finale met 16,53 m
- Raf Wyns
  - 3000 m - 6e in de series met 8.01,08

## Uitslagen

### 60 m
| rang   | land | naam                 | prestatie   |
| ------ | ---- | -------------------- | ----------- |
| Goud   | USA  | Lee McRae            | 6,50 s (WR) |
| Zilver | USA  | Mark Witherspoon     | 6,54 s      |
| Brons  | ITA  | Pierfrancesco Pavoni | 6,59 s      |
| 4      | ITA  | Antonio Ullo         | 6,64 s      |
| 5      | BEL  | Ronald Desruelles    | 6,67 s      |
| 6      | FRA  | Bruno Marie-Rose     | 6,68 s      |
| 6      | FRG  | Christian Haas       | 6,68 s      |
| -      | CAN  | Ben Johnson          | DSQ         |

| rang   | land | naam             | prestatie |
| ------ | ---- | ---------------- | --------- |
| Goud   | NED  | Nelli Cooman     | 7,08 s    |
| Zilver | BUL  | Anelija Nunewa   | 7,10 s    |
| Brons  | CAN  | Angela Bailey    | 7,12 s    |
| 4      | JAM  | Merlene Ottey    | 7,13 s    |
| 5      | USA  | Michelle Finn    | 7,19 s    |
| 6      | NED  | Els Vader        | 7,23 s    |
| 7      | AUS  | Dianne Holden    | 7,43 s    |
| 8      | CAN  | Angela Issajenko | DSQ       |

### 200 m
| rang   | land | naam                    | prestatie |
| ------ | ---- | ----------------------- | --------- |
| Goud   | USA  | Kirk Baptiste           | 20,73 s   |
| Zilver | FRA  | Bruno Marie-Rose        | 20,89 s   |
| Brons  | BRA  | Robson Caetano da Silva | 20,92 s   |
| 4      | FRA  | Gilles Quenéhervé       | 20,97 s   |
| 5      | USA  | James Butler            | 21,05 s   |
| 6      | GBR  | Donovan Reid            | 21,53 s   |

| rang   | land | naam            | prestatie    |
| ------ | ---- | --------------- | ------------ |
| Goud   | GDR  | Heike Drechsler | 22,27 s (WR) |
| Zilver | JAM  | Merlene Ottey   | 22,66 s      |
| Brons  | JAM  | Grace Jackson   | 23,21 s      |
| 4      | USA  | Alice Jackson   | 23,55 s      |
| 5      | NGR  | Mary Onyali     | 23,56 s      |
| 6      | CAN  | Angela Phipps   | 23,77 s      |

### 400 m
| rang   | land | naam              | prestatie |
| ------ | ---- | ----------------- | --------- |
| Goud   | USA  | Antonio McKay     | 45,98 s   |
| Zilver | CUB  | Roberto Hernández | 46,09 s   |
| Brons  | USA  | Michael Franks    | 46,19 s   |
| 4      | TRI  | Ian Morris        | 46,57 s   |
| 5      | GBR  | Paul Harmsworth   | 46,59 s   |
| 6      | NED  | Arjen Visserman   | 47,11 s   |

| rang   | land | naam               | prestatie |
| ------ | ---- | ------------------ | --------- |
| Goud   | GDR  | Sabine Busch       | 51,66 s   |
| Zilver | USA  | Lillie Leatherwood | 52,54 s   |
| Brons  | HUN  | Judit Forgács      | 52,68 s   |
| 4      | URS  | Olga Nazarova      | 52,76 s   |
| 5      | BUL  | Rositza Stamenowa  | 53,56 s   |
| 6      | CAN  | Esmie Lawrence     | 54,38 s   |

### 800 m
| rang   | land | naam              | prestatie |
| ------ | ---- | ----------------- | --------- |
| Goud   | BRA  | José Luíz Barbosa | 1.47,49   |
| Zilver | URS  | Wladimir Graudyn  | 1.47,68   |
| Brons  | MAR  | Faouzi Lahbi      | 1.47,79   |
| 4      | USA  | Stanley Redwine   | 1.47,81   |
| 5      | BDI  | Dieudonné Kwizéra | 1.47,87   |
| 6      | YUG  | Slobodan Popovic  | 1.48,07   |
| 7      | SEN  | Babacar Niang     | 1.48,33   |
| 8      | NED  | Rob Druppers      | 1.48,89   |

| rang   | land | naam               | prestatie |
| ------ | ---- | ------------------ | --------- |
| Goud   | GDR  | Christine Wachtel  | 2.01,32   |
| Zilver | TCH  | Gabriela Sedláková | 2.01,85   |
| Brons  | URS  | Ljubow Kirjuchina  | 2.01,98   |
| 4      | YUG  | Slobodanka Colovic | 2.02,33   |
| 5      | GBR  | Janet Bell         | 2.02,96   |
| 6      | USA  | Joetta Clark       | 2.03,92   |
| 7      | ROM  | Maria Pintea       | 2.04,33   |
| 8      | USA  | Diana Richburg     | 2.05,86   |

### 1500 m
| rang   | land | naam                    | prestatie |
| ------ | ---- | ----------------------- | --------- |
| Goud   | IRL  | Marcus O’Sullivan       | 3.39,04   |
| Zilver | ESP  | José Abascal            | 3.39,31   |
| Brons  | NED  | Han Kulker              | 3.39,51   |
| 4      | USA  | Jim Spivey              | 3.39,63   |
| 5      | AUS  | Mike Hillardt           | 3.39,77   |
| 6      | CAN  | David Campbell          | 3.40,82   |
| 7      | FRG  | Dieter Baumann          | 3.41,07   |
| 8      | ITA  | Alessandro Lambruschini | 3.42,25   |

| rang   | land | naam               | prestatie |
| ------ | ---- | ------------------ | --------- |
| Goud   | ROM  | Doina Melinte      | 4.05,68   |
| Zilver | URS  | Tetjana Samolenko  | 4.07,08   |
| Brons  | URS  | Swetlana Kitowa    | 4.07,59   |
| 4      | ROM  | Mitica Junghiatu   | 4.08,49   |
| 5      | GBR  | Kirsty Wade        | 4.08,91   |
| 6      | SUI  | Sandra Gasser      | 4.09,89   |
| 7      | USA  | Darlene Beckford   | 4.13,64   |
| 8      | BUL  | Nikolina Schterewa | 4.18,16   |

### 3000 m
| rang   | land | naam            | prestatie |
| ------ | ---- | --------------- | --------- |
| Goud   | IRL  | Frank O’Mara    | 8.03,32   |
| Zilver | IRL  | Paul Donovan    | 8.03,89   |
| Brons  | USA  | Terry Brahm     | 8.03,92   |
| 4      | GBR  | Mark Rowland    | 8.04.27   |
| 5      | USA  | Doug Padilla    | 8.05,55   |
| 6      | KEN  | Julius Kariuki  | 8.06,77   |
| 7      | FRA  | Pascal Thiébaut | 8.08,82   |
| 8      | DEN  | Mogens Guldberg | 8.10,25   |

| rang   | land | naam              | prestatie |
| ------ | ---- | ----------------- | --------- |
| Goud   | URS  | Tetjana Samolenko | 8.46,52   |
| Zilver | URS  | Olga Bondarenko   | 8.47,08   |
| Brons  | ROM  | Maricica Puică    | 8.47,92   |
| 4      | AUS  | Krishna Wood      | 8.48,38   |
| 5      | GBR  | Yvonne Murray     | 8.48,43   |
| 6      | CAN  | Lynn Williams     | 8.50,80   |
| 7      | USA  | Leslie Seymour    | 8.54,55   |
| 8      | NED  | Elly van Hulst    | 8.57,46   |

### 60 m horden
| rang   | land | naam              | prestatie |
| ------ | ---- | ----------------- | --------- |
| Goud   | USA  | Tonie Campbell    | 7,51 s    |
| Zilver | FRA  | Stéphane Caristan | 7,62 s    |
| Brons  | GBR  | Nigel Walker      | 7,66 s    |
| 4      | GBR  | Colin Jackson     | 7,68 s    |
| 5      | FIN  | Arto Bryggare     | 7,68 s    |
| 6      | ESP  | Javier Moracho    | 7,89 s    |
| -      | CAN  | Mark McKoy        | DNF       |
| -      | USA  | Greg Foster       | DSQ       |

| rang   | land | naam                         | prestatie |
| ------ | ---- | ---------------------------- | --------- |
| Goud   | GDR  | Cornelia Oschkenat           | 7,82 s    |
| Zilver | BUL  | Jordanka Donkova             | 7,85 s    |
| Brons  | BUL  | Ginka Sagortschewa           | 7,99 s    |
| 4      | SUI  | Rita Heggli                  | 8,11 s    |
| 5      | NED  | Marjan Olyslager             | 8,12 s    |
| 6      | GBR  | Lesley-Ann Skeete            | 8,18 s    |
| 7      | CUB  | Aliuska López                | 8,25 s    |
| 8      | USA  | Stephanie Hightower-Leftwich | 8,26 s    |

### 5000 m snelwandelen/3000 m snelwandelen
| rang   | land | naam                 | prestatie     |
| ------ | ---- | -------------------- | ------------- |
| Goud   | URS  | Michail Sjtsjennikov | 18.27,79 (WR) |
| Zilver | TCH  | Jozef Pribilinec     | 18.27,80      |
| Brons  | MEX  | Ernesto Canto        | 18.38,71      |
| 4      | TCH  | Roman Mrázek         | 18.47,95      |
| 5      | AUS  | David Smith          | 18.52,20      |
| 6      | HUN  | Sándor Urbanik       | 19.06,19      |
| 7      | ITA  | Walter Arena         | 19.08,20      |
| 8      | USA  | Tim Lewis            | 19.18,40      |

| rang   | land | naam              | prestatie     |
| ------ | ---- | ----------------- | ------------- |
| Goud   | URS  | Olga Krisjtop     | 12.05,49 (WR) |
| Zilver | ITA  | Giuliana Salce    | 12.36,76      |
| Brons  | CAN  | Ann Peel          | 12.38,97      |
| 4      | TCH  | Dana Vavracová    | 12.47,49      |
| 5      | ESP  | Emilia Cano       | 13.02,41      |
| 6      | SWE  | Ann Jansson       | 13.04,29      |
| 7      | FIN  | Mirva Hämäläinen  | 13.08,42      |
| 8      | USA  | Maryanne Torellas | 13.10,30      |

### Verspringen
| rang   | land | naam                  | prestatie |
| ------ | ---- | --------------------- | --------- |
| Goud   | USA  | Larry Myricks         | 8,23 m    |
| Zilver | NGR  | Paul Emordi           | 8,01 m    |
| Brons  | ITA  | Giovanni Evangelisti  | 8,01 m    |
| 4      | URS  | Robert Emmijan        | 8,00 m    |
| 5      | USA  | Brian Cooper          | 7,91 m    |
| 6      | HUN  | László Szalma         | 7,87 m    |
| 7      | GRE  | Dimitrios Hadzopoulos | 7,85 m    |
| 8      | NED  | Frans Maas            | 7,84 m    |

| rang   | land | naam                | prestatie |
| ------ | ---- | ------------------- | --------- |
| Goud   | GDR  | Heike Drechsler     | 7,10 m    |
| Zilver | GDR  | Helga Radtke        | 6,94 m    |
| Brons  | URS  | Jelena Belevskaja   | 6,76 m    |
| 4      | URS  | Galina Tsjistjakova | 6,66 m    |
| 5      | ROM  | Vali Ionescu        | 6,62 m    |
| 6      | POL  | Agata Karczmarek    | 6,43 m    |
| 7      | NED  | Edine van Heezik    | 6,33 m    |
| 8      | ITA  | Antonella Capriotti | 6,31 m    |

### Hink-stap-springen
| rang   | land | naam             | prestatie |
| ------ | ---- | ---------------- | --------- |
| Goud   | USA  | Mike Conley      | 17,54 m   |
| Zilver | URS  | Oleg Prozenko    | 17,26 m   |
| Brons  | BAH  | Frank Rutherford | 17,02 m   |
| 4      | BUL  | Christo Markov   | 16,96 m   |
| 5      | USA  | Al Joyner        | 16,92 m   |
| 6      | NGR  | Joseph Taiwo     | 16,65 m   |
| 7      | URS  | Maris Bruziks    | 16,61 m   |
| 8      | BEL  | Didier Falise    | 16,53 m   |

### Hoogspringen
| rang   | land | naam              | prestatie |
| ------ | ---- | ----------------- | --------- |
| Goud   | URS  | Igor Paklin       | 2,38 m    |
| Zilver | URS  | Gennadi Avdejenko | 2,38 m    |
| Brons  | TCH  | Ján Zvara         | 2,34 m    |
| 4      | CUB  | Javier Sotomayor  | 2,32 m    |
| 5      | SUI  | Roland Dalhäuser  | 2,32 m    |
| 5      | ROM  | Sorin Matei       | 2,32 m    |
| 7      | CAN  | Milt Ottey        | 2,28 m    |
| 8      | GBR  | Dalton Grant      | 2,28 m    |
| 8      | CHN  | Zhu Jianhua       | 2,28 m    |

| rang   | land | naam               | prestatie   |
| ------ | ---- | ------------------ | ----------- |
| Goud   | BUL  | Stefka Kostadinova | 2,05 m (WR) |
| Zilver | GDR  | Susanne Beyer      | 2,02 m      |
| Brons  | BUL  | Emilia Dragiewa    | 2,00 m      |
| 4      | URS  | Tamara Bykova      | 1,94 m      |
| 5      | GBR  | Diana Davies       | 1,91 m      |
| 6      | FRG  | Heike Redetzky     | 1,91 m      |
| 7      | USA  | Katrena Johnson    | 1,91 m      |
| 8      | URS  | Olga Turtschak     | 1,91 m      |

### Polsstokhoogspringen
| rang   | land | naam             | prestatie |
| ------ | ---- | ---------------- | --------- |
| Goud   | URS  | Serhij Boebka    | 5,85 m    |
| Zilver | USA  | Earl Bell        | 5,80 m    |
| Brons  | FRA  | Thierry Vigneron | 5,80 m    |
| 4      | FRA  | Ferenc Salbert   | 5,80 m    |
| 5      | POL  | Marian Kolasa    | 5,75 m    |
| 6      | BUL  | Atanas Tarew     | 5,70 m    |
| 7      | BUL  | Nikolai Nikolow  | 5,60 m    |
| 8      | USA  | Doug Lytle       | 5,60 m    |

### Kogelstoten
| rang   | land | naam              | prestatie |
| ------ | ---- | ----------------- | --------- |
| Goud   | GDR  | Ulf Timmermann    | 22,24 m   |
| Zilver | SUI  | Werner Günthör    | 21,61 m   |
| Brons  | URS  | Sergei Smirnow    | 20,67 m   |
| 4      | USA  | Gregory Tafralis  | 20,26 m   |
| 5      | NOR  | Lars Arvid Nilsen | 20,09 m   |
| 6      | USA  | Ron Backes        | 20,02 m   |
| 7      | FRG  | Udo Gelhausen     | 19,80 m   |
| 8      | FRG  | Karsten Stolz     | 19,60 m   |

| rang   | land | naam               | prestatie |
| ------ | ---- | ------------------ | --------- |
| Goud   | URS  | Natalja Lisovskaja | 20,52 m   |
| Zilver | GDR  | Ilona Briesenick   | 20,28 m   |
| Brons  | FRG  | Claudia Losch      | 20,14 m   |
| 4      | GDR  | Heidi Krieger      | 20,00 m   |
| 5      | URS  | Natalja Achrimenko | 19,32 m   |
| 6      | USA  | Ramona Pagel       | 19,25 m   |
| 7      | ROM  | Mihaela Loghin     | 18,44 m   |
| 8      | FRG  | Iris Plotzitzka    | 17,97 m   |

## Verklaring
- WR: Wereldrecord
- WMR: Wereldkampioenschapsrecord
- AR: Werelddeel record
- NR: Nationaal record
- WL: Beste jaarprestatie
- PB: Persoonlijk record
- SB: Beste seizoensprestatie

## Medaillespiegel
| Rang | Land                           | Aantal | Goud | Zilver | Brons |
| ---- | ------------------------------ | ------ | ---- | ------ | ----- |
| 1    | Sovjet-Unie                    | 6      | 5    | 4      | 15    |
| 2    | Verenigde Staten               | 6      | 3    | 2      | 11    |
| 3    | Duitse Democratische Republiek | 6      | 3    | 0      | 9     |
| 4    | Ierland                        | 2      | 1    | 0      | 3     |
| 5    | Bulgarije                      | 1      | 2    | 2      | 5     |
| 6    | Brazilië                       | 1      | 0    | 1      | 2     |
| 6    | Nederland                      | 1      | 0    | 1      | 2     |
| 6    | Roemenië                       | 1      | 0    | 1      | 2     |
| 9    | Tsjecho-Slowakije              | 0      | 2    | 1      | 3     |
| 9    | Frankrijk                      | 0      | 2    | 1      | 3     |
| 11   | Italië                         | 0      | 1    | 2      | 3     |
| 12   | Jamaica                        | 0      | 1    | 1      | 2     |
| 13   | Cuba                           | 0      | 1    | 0      | 1     |
| 13   | Nigeria                        | 0      | 1    | 0      | 1     |
| 13   | Spanje                         | 0      | 1    | 0      | 1     |
| 13   | Zwitserland                    | 0      | 1    | 0      | 1     |
| 17   | Canada                         | 0      | 0    | 2      | 2     |
| 18   | Bahama's                       | 0      | 0    | 1      | 1     |
| 18   | Hongarije                      | 0      | 0    | 1      | 1     |
| 18   | Mexico                         | 0      | 0    | 1      | 1     |
| 18   | Marokko                        | 0      | 0    | 1      | 1     |
| 18   | Verenigd Koninkrijk            | 0      | 0    | 1      | 1     |
| 18   | West-Duitsland                 | 0      | 0    | 1      | 1     |

Parijs 1985 · 
Indianapolis 1987 · 
Boedapest 1989 · 
Sevilla 1991 · 
Toronto 1993 · 
Barcelona 1995 · 
Parijs 1997 · 
Maebashi 1999 · 
Lissabon 2001 · 
Birmingham 2003 · 
Boedapest 2004 · 
Moskou 2006 · 
Valencia 2008 ·
Doha 2010 ·
Istanboel 2012 ·
Sopot 2014 ·
Portland 2016 · 
Birmingham 2018 ·
Belgrado 2022 · 
Glasgow 2024 · 
Nanjing 2025 · 
Toruń 2026
Belgische medaillewinnaars · Nederlandse medaillewinnaars